# 超関数
数学において超関数（ちょうかんすう、英: generalized function）は、関数の概念を一般化するもので、いくつかの理論が知られている。超関数の重要な利点として、不連続関数の扱いを滑らかな関数に似せることができることが挙げられる。また点電荷のような離散的な物理現象の記述にも便利である。超関数の応用範囲は極めて広く、特に物理学や工学においても利用されている。
超関数の応用例としては主に、不連続関数の微分、デルタ関数、アダマール有限部分積分、緩増加関数のフーリエ変換などが挙げられる。
超関数の起源は演算子法に見ることができるが、直接的には、セルゲイ・ソボレフやローラン・シュヴァルツらの仕事がその始まりである。
1935年にソボレフが、部分積分を形式的に用いて、微分方程式の解の拡張をしたのをはじめ、何人かの数学者によって微分の拡張が行われ始め、1940年代末にはシュワルツがこれらを超関数の理論としてまとめた。1958年に佐藤幹夫が層コホモロジーの理論を応用して、シュワルツらとは別の見地に立った超関数論を組み立てた。超関数論に重要な影響を与えたのは、偏微分方程式や群の表現の理論などからの技術的な要請であった。

## 概要
「超関数」の導入は、ディラックのデルタ関数のような通常の関数の概念では許されない「関数」をもそれを「超関数」として扱うことで通常の関数と統一的に扱うことを可能にし、不連続関数の「微分」や偏微分方程式の「弱解」などに合理的根拠を与えるなど、解析演算の自由度を著しく高めた。
実際に超関数を用いるには、まず通常の関数に対応する要素をもち、かつさらに広い要素にも対処できる一つの数学的表現を定め、それを超関数と定義する。そして例えば関数を微分するなどの演算も対応する超関数の表現に対する操作として定義し直す。こうして例えばヘヴィサイドの階段関数では、それを超関数に読み替えたものを微分すると通常の関数とは解釈出来ない表現が得られる。それがディラックのデルタ関数という名の超関数である。
超関数論では、通常の関数の演算に対応する超関数の表現の操作を定め、超関数の計算規則をつくる。と同時に主な超関数に対して微分やフーリエ変換といった演算を施した結果を求め、それを公式集としてまとめておく（これらの計算規則や公式は数学的に厳密な表現に対する操作で定義され、実行されているので、数学的な正当性が保証されていることに注意）。すると超関数の計算は、計算規則に則り、公式集の助けを借りて、機械的に行うことが出来て、それを超関数と意識する必要もなくなる。かくして通常の関数に対応する超関数では普通の関数記号 f(x) を使ってそのまま演算を実行でき、結果が普通の関数でなくなればディラックのデルタ関数のような超関数の記号が現れる。
こうして超関数を用いることにより、不連続関数の微分、デルタ関数、アダマールの発散積分の有限部分、緩増加関数のフーリエ変換など、従来の数学の枠内には納まらない演算まで自由に扱うことが出来るようになった。
「超関数」は上記の性質を満たすように定義されていれば何でも使えるので、その定義の仕方は一通りではない。通常はこの言葉で代表的な 2 つの定義方法である、シュワルツの超関数か佐藤の超関数かのいずれかを指す。

## 名称
「超関数」という言葉自体は日本でつくられた数学用語である。これはシュワルツの著書を訳出するとき、原著では "distribution"（分布）とあった名称を、関数概念を拡張したものの名前であるという実体を取り入れて訳者が「超函数」と意訳したことに始まる。英語文献において、一般の超関数を指すときは generalized function（一般化された関数）というが、特にシュワルツや佐藤の超関数を指す場合には、シュワルツの超関数は "distribution" と呼ばれ、佐藤の超関数は "hyperfunction"（超関数）と呼ばれる。hyperfunction という呼称は原論文で用いられる用語であり、佐藤の超関数に対する呼称はこれに倣っている。

## 先駆的な研究
19世紀の数学には、例えばグリーン関数の定義やラプラス変換、あるいは（可積分関数のフーリエ級数には必要でない部分の）リーマンの三角級数論などが、超関数論の片鱗として垣間見える。これらは当時、解析学の一部とは扱われていなかったものである。
ラプラス変換は工学において重用され、経験則に基づく記号的操作としての演算子法を生み出した。演算子法の正当化は発散級数を用いて与えられたため、純粋数学の観点からは悪い風評をうけることとなるが、これらは後に超関数法の典型的な応用先となった。1899年に出版されたヘヴィサイドの本 Electromagnetic Theory（『電磁気論』）は演算子法の定番の教科書となった。
ルベーグ積分が導入されると、超関数は初めて数学の中心に躍り出ることとなった。ルベーグ積分論では、殆ど至る所一致する可積分関数はすべて同値であると看做される。これはルベーグ積分論において関数の個々の点における値というのは関数の重要な特徴ではないということを意味する。関数解析学において、可積分関数は他の関数の線型汎関数を定めるという本質的な特徴を抽出することで、明確な定式化が行われた。こうして、弱微分の概念が定義されるようになる。
1920年代後半から1930年代に掛けて、その後の研究の基となる更なる展開がなされる。ディラックのデルタ関数はポール・ディラックが（彼の科学的形式主義の一部として）大胆に定義したもので、（電荷密度のような）密度として考えるべき測度をあたかも通常の関数であるかのように扱った。ソボレフは、偏微分方程式論の研究において偏微分方程式の弱解をきちんと扱うために、数学の観点からも十分正当な超関数論を初めて定義した。同じ頃、関連するほかの理論がボホナーやフリードリヒらによっても提案されている。ソボレフの業績は後にシュワルツによってさらに拡張され発展することとなる。

## シュワルツの超関数
超関数の概念を実現する方法の中で、多くの目的に使われる決定版となったのは、ローラン・シュヴァルツによって発展させられた分布の理論である。位相線型空間に対する双対空間がこの理論の基本原理である。主なライバルとして、応用数学では（ジェイムズ・ライトヒルが述べたような）滑らかな関数の列による近似が用いられたが、これはより「アド・ホック」な理論であり、現在では軟化子の理論に含まれる。
この理論は大いに成功し、今も広く用いられているが、線型な操作しか扱えないという制限がある。つまり、超関数は（非常に特別な場合を除けば）乗法を定義することができない。これは古典的な関数空間が環を成すのとは対照的である。例えば、ディラック・デルタの自乗は意味を成さない。1954年前後からのシュワルツの仕事はこの困難が本質的なものであることを示している。
この乗法問題を解決する方法はいくつも提案された。そのひとつにエゴロフによる非常に単純で直観的な超関数の定義に基づくものがあり、超関数の上のあるいは超関数同士の任意の演算ができるようになる（デミドフのエゴロフの項も参照せよ）。
乗法問題のほかの解法が量子力学の経路積分の定式化から要求された。量子力学においてシュレーディンガーの理論は経路積分の定式化と同値であることが必須であり、前者は座標変換で不変であるから、経路積分でもこの不変性を満たされなければならない。このことが超関数の全ての積を決定することをクライネルトとチェルビェコフが示した。この結果は次元正則化から導かれるところのものと同値である。

## 超関数環
超関数の成す多元環の構成について、シロコフとロジンガー、エゴロフとロビンソンなどによって様々な提示が成されている。前者の場合、乗法は超関数のある種の正則化によって決定される。後者では、超関数の乗法を構成することで考えられる。

### 超関数の非可換環
超関数の環は、関数 F = F(x) の平滑成分 Fsmooth と特異成分 Fsingular への射影を適当な方法で与えることによって構成することができる。すなわち、超関数 F, G の積は
1. {\displaystyle FG=F_{\mathrm {smooth} }\,G_{\mathrm {smooth} }+F_{\mathrm {smooth} }\,G_{\mathrm {singular} }+F_{\mathrm {singular} }\,G_{\mathrm {smooth} }}

なる形で与えられる。このような規則を主となる関数空間とその上に作用する作用素空間の両方に適用するのである。こうして定義される乗法は結合性を持つものとなり、符号関数は平方が（座標の原点を含めて）至る所 1 であるような関数となるように定義される。ここで、(1) 式の右辺において特異部分同士の積となる項が現れないことに留意すべきである（このおかげで特にディラックデルタの平方は δ(x)2 = 0 を満たす）。この定式化は（積を考えない）通常の超関数論を特別の場合として含むものになっているが、構成される環は非可換になる（例えば、符号超関数とデルタ超関数とは反交換的である）。この代数の応用として提案されているものはほとんどなかった。

### 超関数の乗法
超関数の乗法の問題は、シュワルツ超関数論の限界であり、非線型問題では深刻になる。
これに対する手法は今日様々提示されているが、最も簡明なものはエゴロフ (Yu. V. Egorov) による超関数の定義に基づくものであろう。別な方法として、コロンボ (J.-F. Colombeau) の構成に基づく結合微分環を構成するものがある（コロンボ代数を参照されたい）。これらは、「緩やかな」関数列(有向点族)を「無視できる」関数列で割った商空間、  
{\displaystyle G=M/N}
である。ただし、「緩やかな」や「無視できる」は列の添字に関する増加に関して言う。

### コロンボ代数
簡単な例は N 上の多項式スケール
{\displaystyle s=\{a_{m}:\mathbb {N} \to \mathbb {R} ,\,n\mapsto n^{m};\;m\in \mathbb {Z} \}}
を用いて得られる。このとき、任意の半ノルム代数 (E, P) に対して、商空間
{\displaystyle G_{s}(E,P)={\frac {\{f\in E^{\mathbb {N} }\mid \forall p\in P,\exists m\in \mathbb {Z} :p(f_{n})=o(n^{m})\}}{\{f\in E^{\mathbb {N} }\mid \forall p\in P,\forall m\in \mathbb {Z} :p(f_{n})=o(n^{m})\}}}}
が構成できる。特に、(E, P) = (C, |•|) であるとき、コロンボの超複素数が得られる（これは「無限大」および「無限小」を含んで、なおも厳密な四則演算が展開できるようなもので、超実数とよく似ている）。また、 (E, P) = (C∞(R), {pk}) のときは（ただし、pk は、k-階以下の全ての導関数についての、半径 k の球体上での値の上限）、コロンボの単純化代数が得られる。

### シュワルツ超関数の埋め込み
この代数にはシュワルツ超関数 T ∈ D'  が、入射
{\displaystyle j(T)=(\phi _{n}*T)_{n}+N}
を通じてすべて「含まれる」と考えられる。ここで、*は畳み込みであり、
{\displaystyle \phi _{n}(x)=n\phi (nx)}
が成立する。ただしこの入射は、軟化子 φ、つまりC∞-級で、積分が1で原点 0 における各階の導関数が消える関数、の取り方に依存するという意味で、標準的でない。標準的な埋め込みを得るには、添字集合を少し変更して N × D(R) とし、D(R) 上の適当な（q のオーダーを除いてモーメントが消えているような関数の成す）フィルター基を考える必要がある。

### 超関数の層構造
(E, P) をある位相空間 X 上の半ノルム代数の（前）層とすると、Gs(E, P) もこの性質を持つ。これにより、制限の概念が定義され、部分層に関する意味で超関数の台が定義できる。特に、
- 部分層 {0} に対して、この意味での台は通常の意味での台（つまり、関数の零点集合に含まれる最大の開集合の補集合）となる。
- 部分層 E（の標準定値入射での埋め込み）に対して、特異台と呼ばれるものが得られる。これはくだけた表現をすれば、（E = C∞ の場合は）超関数が滑らかな関数にならないような集合の閉包である。

といったようなことが成り立つ。

### 超局所解析
フーリエ変換は、（成分ごとに）コンパクトな台を持つ超関数に対しても（矛盾なく）定義可能である。これにはシュワルツ超関数に対する構成と同じ方法を用いたり、ラース・ヘルマンダーの波面集合を用いたりすればよい。
超局所解析の特に重要な応用として、特異点の伝播の解析がある。

## 各種の超関数論
一般に超関数論と言われる理論には、たとえばヤン・ミクシンスキーによる「畳み込み商」を用いた演算子法なども含まれる。これは畳み込みの代数が整域を成すような関数環の商体を用いる方法である。あるいは、佐藤超関数の理論も挙げられる。これは解析関数の境界値として層の理論を用いて定義される。

## 位相群
ブリュアは、今日シュワルツ＝ブリュア関数として知られる、局所コンパクト群上の試験関数のクラスを導入した。局所コンパクト群は関数の定義域としては典型的である多様体よりも進んだ概念である。これが最もよく応用されるのは数論、特にアデール代数群の理論においてである。アンドレ・ヴェイユはテイトの修士論文を、これを用いて書き直し、イデール群上のゼータ超関数を特徴付けた。また、L-関数の明示公式にもこれを応用した。

## 超切断
このような話をさらに推し進めて、滑らかなベクトル束の超切断（一般化された切断）を考えることができる。これはシュワルツのように試験対象の双対対象を構成する方法によるもので、試験対象としてコンパクト台を持つバンドルの滑らかな切断を用いる。最も発展したのは、微分形式の双対にあたる微分カレントの理論である。これらの概念は、微分形式からド・ラムのコホモロジーが生じるのと同じ仕方で、ホモロジー的な特質を持つ。これにより、ストークスの定理を非常に一般な形で定式化することができるようになる。

## 佐藤の超関数
シュワルツ理論の成功に刺激され、佐藤幹夫は佐藤の超関数 (hyperfunction) のアイデアを導き出した。佐藤の超関数は正則関数の抽象的境界値として定義される。直感的には、複素平面の上半平面で正則な関数 F+(z) と下半平面で正則な関数 F−(z) との実軸上での差、(F+(z) − F−(z))|Imz = 0 として定義される。
厳密な理論は、多変数複素関数の成す層係数のコホモロジー理論を用いて、代数的手法によって展開される。こうした代数的手法の解析学への導入は、今日、D加群等に代表される代数解析学や、余接バンドル上で microfunction や microdifferential operator 等を用いる超局所解析学をもたらした。また、物理学におけるファインマン積分のような形式的方法を厳密な数学の理論へと変えることができたのである。